# Joy Harmon
Joy Patricia Harmon (Jackson Heights o Flushing, Queens; 1 de mayo de 1940) es una actriz retirada y panadera estadounidense.

## Primeros años
Hija de Homer Harmon, Joy Patricia Harmon nació en Jackson Heights, o Flushing, en Queens, Nueva York. Ella y su familia se mudaron a Connecticut en 1946. Fue Miss Connecticut, empató en el cuarto lugar finalista en la competencia de 1957 para Miss Connecticut.
Cuando tenía tres años, Harmon modelaba ropa en los noticieros de Fox Movietone News. Se saltó dos grados en la escuela primaria y se graduó de la escuela secundaria Staples en Westport, Connecticut.

## Carrera
El debut teatral de Harmon se produjo en Pajama Tops en el Klein Memorial Theatre en Bridgeport, Connecticut. Realizó giras por los Estados Unidos en producciones de sociedades anónimas, incluidas The Marriage-Go-Round, The Solid Gold Cadillac, The Tender Trap, The Importance of Being Ernest y Susan Slept Here. En Broadway, Harmon interpretó a Betty Phillips en Make a Million (1958). También apareció en una producción fuera de Broadway de Susan Slept Here (1961).
Harmon fue concursante durante la última temporada del programa de televisión de Groucho Marx You Bet Your Life (titulado The Groucho Show durante su última temporada), y luego participó regularmente en el programa de Marx Tell It to Groucho (acreditada como «Patty Harmon»). Actuó como invitada en varias series de televisión de la década de 1960, incluidas Gidget, Batman y The Monkees. Apareció en un cameo como la rubia Ardice en la comedia de Jack Lemmon Under the Yum Yum Tree en 1963. Tuvo un papel como la novia de Tony Dow en la soap opera de 1965-66 Never Too Young.
Los papeles actorales destacados de Harmon incluyen a Merrie. la mujer de 30 pies (9 m) de altura en Village of the Giants (1965), en la que captura a Johnny Crawford de tamaño normal y lo cuelga de la parte superior de su bikini) y Lucille, la chica que lava un auto, llamando la atención de unos presidarios, en La leyenda del indomable (1967).

## Vida personal
Harmon estuvo casada con el editor y productor de cine Jeff Gourson de 1968 a 2001 y tuvo tres hijos. Durante un tiempo, un hijo trabajó en Walt Disney Studios. Más tarde estableció una panadería, Aunt Joy's Cakes, en Burbank, California.

## Filmografía

### Cine
- El hombre del traje gris (1956) - Papel menor (sin acreditar).
- Let's Rock (1958) - Pickup Girl
- Mad Dog Coll (1961) - Caroline
- Under the Yum Yum Tree (1963) - Ardice (sin acreditar)
- Roustabout (1964) - Chica universitaria (sin acreditar)
- Young Dillinger (1965) - Chica de Nelson
- One Way Wahine (1965) - Kit Williams
- The Loved One (1965) - Srta. Benson (sin acreditar)
- Village of the Giants (1965) - Merrie
- A Guide for the Married Man (1967) - Chica de fiesta en el bar (sin acreditar)
- La leyenda del indomable (1967) - Lucille
- Angel in My Pocket (1969) - Srta. Holland

### Televisión
- The Beverly Hillbillies (1963) - Kitty
- My Three Sons (1964) - Joanne Grant
- Burke's Law (1964-1965) - Barbara Sue / Belle Sue Walsh
- Gidget (1965) - Chica rubia bailando / Midge (sin acreditar)
- Batman (1966) - Julia Davis (sin acreditar)
- Gomer Pyle, U.S.M.C. (1966) - Barbara
- Bewitched (1966) - Francia
- The Rounders (1966) - Rosetta
- Occasional Wife (1967) - Modelo
- That Girl (1967) - Srta. Bridges
- The Monkees (1967) - Zelda / Cajero
- Love, American Style (1972) - Rosalie (segmento «Love and the Secret Habit»)
- La extraña pareja (1972) - Camarera
- Thicker than Water (1973) (aparición final)